# Alexander Aan
Alexander Aan (né en 1981) est un Indonésien condamné à une peine de prison ferme pour athéisme en 2012, générant un débat sur la liberté de religion dans son pays, et une couverture médiatique internationale. Il est considéré comme un prisonnier d'opinion par Amnesty International.

## Biographie
Élevé dans la religion musulmane, il devient athée à l'âge de 11 ans, mais ne le révèle pas à ses parents.
En janvier 2012, il écrit « Dieu n'existe pas » sur sa page Facebook, crée un groupe athée sur Facebook où il encourage les croyants à le convaincre de l'existence de Dieu, et critique le prophète Mahomet, publiant une image de ce dernier en plein acte sexuel avec une servante. Mi-janvier, il est attaqué à ce sujet par une foule enragée alors qu'il arrive à son lieu de travail ; il est fonctionnaire à Pulau Punjung, dans le Sumatra occidental. Il est arrêté par la police et accusé de blasphème, de promotion de l'athéisme et d'incitation à la haine religieuse. Ses agresseurs ne sont pas poursuivis,,,,.
Selon la Constitution de l'Indonésie, seules cinq religions sont reconnues dans le pays : l'islam, le christianisme (catholique ou protestant), l'hindouisme, le bouddhisme et le confucianisme. Toute personne critiquant l'une de ces religions, et diffusant cette critique (notamment par le biais d'Internet), encourt jusqu'à onze ans de prison. Chacun doit faire figurer sa religion sur sa carte d'identité. L'obligation d'être croyant est « le premier pilier de la philosophie d'État en Indonésie - pancasila », mais elle n'avait jamais auparavant donné lieu à des poursuites pénales. Endy Bayuni, rédacteur en chef du Jakarta Post, rapporte que l'obligation légale imposée à chacun d'être croyant a été incorporée à la constitution indonésienne dans les années 1940, lors de la lutte contre une insurrection communiste. L'athéisme est ensuite réprimé sous le régime du Président Suharto (1967-1998), « qui traita l'athéisme comme ennemie de l'État » en l'assimilant au communisme. Les athées doivent alors se déclarer officiellement membres d'une religion pour échapper aux persécutions.
En prison, Aan est sévèrement agressé par d'autres détenus lorsqu'ils apprennent la raison de sa détention ; il est déplacé vers une autre prison pour sa sécurité. En attendant son procès, Aan présente des excuses publiques, mais des groupes musulmans demandent la peine de mort à son encontre. Son arrestation est couverte par les médias internationaux (la BBC, CNN, Al Jazeera, le New York Times et le Guardian, entre autres), mais émeut relativement peu dans son pays, où même les organisations de défense des minorités religieuses ne se mobilisent guère pour le soutenir. Il obtient toutefois des messages de soutien sur les réseaux sociaux indonésiens. 
En juin 2012, il est condamné à deux ans et demi de prison ferme, et à une amende équivalant à un peu plus de € 8 000, en accord avec une loi de répression des crimes sur Internet, pour avoir diffusé un message athée et avoir porté atteinte aux religions,. Le juge déclare qu'Aan a « provoqué une anxiété au sein de la communauté, et sali l'islam ». Selon Al Jazeera, Aan est la première personne emprisonnée en Indonésie pour athéisme.
Endy Bayuni, rédacteur en chef du Jakarta Post, publie un éditorial critiquant cette condamnation. Il félicite Aan d'avoir lancé «  un débat public tout à fait sain en invitant ses détracteurs sur Facebook à débattre de l'existence de Dieu. [...] Son emprisonnement a non seulement violé la liberté d'expression, mais a tué la liberté de se poser des questions, qui est importante pour toute religion et pour le progrès de toute nation  ». Amnesty International décrit Aan comme un prisonnier d'opinion et demande sa libération immédiate.
Les accusations de blasphème religieux et "d'encouragement à l'athéisme" ont été abandonnées. Mais lors de la détermination de la peine, le président du tribunal a décrit les actions d'Alexandre comme ayant "causé de l'anxiété à la communauté musulmane". Alexander Aan est libéré de prison le 27 janvier 2014.